# Max Dehnert
Max Dehnert (* 11. Februar 1893 in Freiberg; † 22. September 1972 in Leipzig) war ein deutscher Komponist, Schriftsteller und Hochschullehrer.

## Leben
Nach einem Musikstudium bei Joseph Gustav Mraczek war er als Musikpädagoge und Lehrer in Freiberg tätig, wechselte aber 1936 nach Leipzig. Nach der „Machtergreifung“ der Nationalsozialisten trat er zum 1. Mai 1933 der NSDAP bei (Mitgliedsnummer 2.415.415).
Seit 1948 lehrte Dehnert an der Musikhochschule Leipzig, wo er 1953 zum Professor für Theorie und Schulmusik ernannt wurde. 1961 wurde er emeritiert.
Sein Nachlass, der in den Stadtbibliothek Leipzig aufbewahrt wird, besteht aus 163 Bänden mit Manuskripten von wissenschaftlichen und belletristischen Werken, Gedichten sowie zahlreichen Musikautographen.

## Werke

### Kompositionen
- Suite für Orchester (1931)
- Orchesterkonzert in G (1932)
- Passacaglia in C für Orchester (1948)
- Heiteres Vorspiel für kleines Orchester (1949)
- 1. Klavierkonzert (1951)
- Heitere Musik in drei Sätzen für Orchester (1951)
- Flötenkonzert in A (1952)
- 2. Klavierkonzert (1955)
- Konzert für Streicher und Blechbläser (1956)
- Divertimento in fünf Sätzen für kleines Orchester (1957)
- Violinkonzert in E (1957)
- 1. Symphonie D-Dur (1959)
- Festliche Musik für Orchester (1961)
- Violoncellokonzert in D (1961)
- 2. Symphonie „Konzertante“ (1962)
- Sinfonietta serena (1963)
- Suite für Orchester „Oper ohne Worte“ (1964)
- 8 Streichquartette (1945–69)
- Klavierwerke
- Oper: Meier Helmbrecht (1932)[4]

### Bücher
- Anton Möllenthin (Geschichte Eines Arbeiters) (1939)
- Karlmann – Roman einer Kindheit (1942)
- Die Dominante – und andere Erzählungen (1943)
- Das Weltbild Johann Sebastian Bachs (1948)
- Bach in der Schulmusik (1950)
- Ratschläge für den Musikgruppenleiter (1954)
- Anton Bruckner – Versuch einer Deutung (1958)
- Vom musikalischen Hören (1962)